# Liste der denkmalgeschützten Objekte in Traboch
Die Liste der denkmalgeschützten Objekte in Traboch enthält die denkmalgeschützten, unbeweglichen Objekte der Gemeinde Traboch im steirischen Bezirk Leoben.

## Denkmäler
| Foto |                 | Denkmal                                                                      | Standort                              | Beschreibung | Metadaten |
| ---- | --------------- | ---------------------------------------------------------------------------- | ------------------------------------- | --- | --- |
| ja   | Datei hochladen | Kath. Pfarrkirche hl. Nikolaus und Friedhof HERIS-ID: 51916 Objekt-ID: 57738 | Landesstraße 25b Standort KG: Traboch | Die Kirche liegt in erhöhter Lage und ist von einem Kirchhof umgeben. Die im Kern romanische Kirche wurde 1274 unter der Vogtei der Grafen von Pfannberg erbaut und später mehrmals erweitert. Der langrechteckige Chor hat eine Flachdecke, der darüberliegende Chorquadratturm wurde 1675 um zwei Geschoße aufgestockt und mit einem Zwiebelhelm versehen. Das ebenfalls romanische Kirchenschiff wurde 1843 nach Westen erweitert. Nördlich des Chores ist die romanische Sakristei angebaut, die auch vier romanische Fenster sowie ein kleines spätgotisches Portal aufweist. Die Innenausstattung stammt überwiegend aus der Mitte des 18. Jahrhunderts. | BDA-Hist.: Q38048143 Status: § 2a Stand der BDA-Liste: 2025-06-30 Name: Kath. Pfarrkirche hl. Nikolaus und Friedhof GstNr.: .25/1 Pfarrkirche Traboch |
| ja   | Datei hochladen | Bildstock HERIS-ID: 75565 Objekt-ID: 89062                                   | Standort KG: Traboch                  | | BDA-Hist.: Q38139533 Status: § 2a Stand der BDA-Liste: 2025-06-30 Name: Bildstock GstNr.: 377/2                                                       |